# Санкт-Петербурзький державний академічний інститут живопису, скульптури та архітектури імені Іллі Рєпіна
Санкт-Петербурзький державний академічний інститут живопису, скульптури й архітектури імені І. Ю. Рєпіна (рос. Санкт-Петербургский государственный академический институт живописи, скульптуры и архитектуры имени И. Е. Репина) — заклад вищої освіти в Санкт-Петербурзі. Найстаріший та найбільший в Росії мистецький навчальний заклад, що веде свою історію від Імператорської Академії мистецтв. Інститут разом з Московським державним академічним художнім інститутом ім. В. І. Сурікова входить до складу Російської академії мистецтв.

## Історія
Колишні назви
- Імператорська академія мистецтв — від 1757 до 1893 рр.
- Вище художнє училище (ВХУ) при Російські імператорській академії мистецтв — 1894-1918.
- Вільна художня школа відділу власності Народного комісаріату просвіти (Наркомпрос) РРФСР — 1918 р.
- Петроградські державні вільні художньо-навчальні майстерні (рос. ПГСХУМ) — від 12 квітня 1918[2] до 1921 рр.
- Вищі художньо-технічні майстерні в Петрограді (ВХУТЕМАС) — 1921—1922 рр.
- Вищий художньо-технічний інститут (ВХУТЕІН) у Петрограді — від 1922 до 1924 років.
- Ленінградський вищий художньо-технічний інститут (ЛВХТІ) — від 1924 до 1930 років.
- Інститут пролетарського зображувального мистецтва (рос. ИНПИИ) —1930—1932.
- Інститут живопису, скульптури й архітектури (рос. ИнЖСА) — від 1932 до 1933 років.
- Ленінградський інститут живопису, скульптури й архітектури (рос. ЛИЖСА) — від 1933 до 1944 рр.
- Ленінградський інститут живопису, скульптури й архітектури імені І. Ю. Рєпіна (рос. ЛИЖСА имени И. Е. Репина ВАХ або ИнЖСА). 1944 року Інститут отримав ім′я Іллі Юхимовича Рєпіна — 1944 по 1947 год.
- Інститут живопису, скульптури й архітектури ім. І. Ю. Рєпіна Академії мистецтв СРСР (рос. ИнЖСА) —від 1947 до 1957 рр.
- Ордена Трудового Червоного Прапора Інститут живопису, скульптури й архітектури ім. І. Ю. Рєпіна АМ СРСР (рос. Ордена Трудового Красного Знамени Институт живописи, скульптуры и архитектуры им. И. Е. Репина Ордена Ленина АХ СССР) — від 1957 до 1975 рр.
- Ордена Трудового Червоного Прапора Інститут живопису, скульптури й архітектури ім. І. Ю. Рєпіна Ордена Леніна АМ СРСР (рос. Ордена Трудового Красного Знамени Институт живописи, скульптуры и архитектуры им. И. Е. Репина Ордена Ленина АХ СССР) — від 1975 до 1992 рр.
- Інститут живопису, скульптури й архітектури ім. І. Ю. Рєпіна Російської Академії мистецтв — від 1992 до 2002 рр.
- Санкт-Петербурзький Державний академічний інститут живопису, скульптури й архітектури ім. І.Ю. Рєпіна (рос. Государственный академический институт живописи, скульптуры и архитектуры им. И. Е. Репина) — від 2002 року

## Факультети
Академія має такі факультети:
- живопису
- графіки
- скульптури
- архітектури
- теорії і історії образотворчого мистецтва.

## Відомі випуск  ники
- Гаврильченко Юрій Никифорович — український художник, член НСХУ
- Удіна Тамара Олексіївна — український історик, мистецтвознавець, педагог, художник, діячка культури.
- Філіпенко Валентин Володимирович — заслужений художник України
- Федорук Олександр Касянович -- український мистецтвознавець, професор,. Академік Національної академії мистецтв України.
- Селівачов Михайло Романович — український мистецтвознавець, редактор-видавець, мемуарист.